# Knights in the Nightmare
Knights in the Nightmare (ナイツ・イン・ザ・ナイトメア, Naitsu in za Naitomea) est un jeu vidéo de stratégie en temps réel développé par Sting Entertainment et sorti en 2008 sur Nintendo DS et PlayStation Portable.

## Accueil
- Famitsu : 32/40 (DS)[1] - 31/40 (PSP)[2]